# Circoscrizioni di Messina

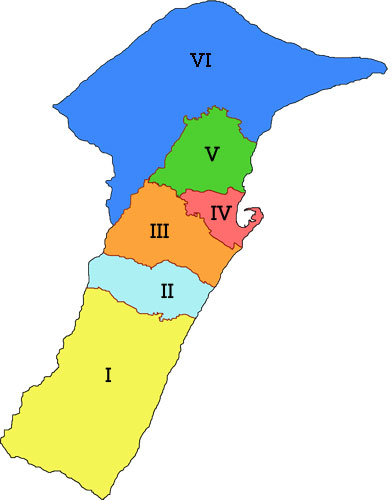
Le 6 circoscrizioni di Messina

Le circoscrizioni di Messina sono le sei suddivisioni amministrative del comune italiano di Messina, capoluogo dell'omonima città metropolitana in Sicilia. La divisione avviene per i quartieri limitrofi con grosse similitudini nella tipologia. Ogni circoscrizione ha un proprio consiglio, eletto contestualmente alle elezioni comunali, e un proprio presidente.
- Circoscrizione I "Normanno" (comprende le frazioni della periferia Sud):

Giampilieri Marina - Giampilieri Superiore - Molino - Altolia - Briga Marina - Briga Superiore - Pezzolo - Ponte Schiavo - Santa Margherita Marina - Santo Stefano di Briga - Santa Margherita - Santo Stefano Medio - Galati Marina - Galati Superiore - Galati Inferiore - Mili San Marco - Mili Marina - Mili San Pietro - Tipoldo - Larderia - Tremestieri
- Circoscrizione II "Calispera" (comprende le frazioni della zona Sud):

Pistunina - Zafferia - Santa Lucia sopra Contesse - Villaggio CEP - Villaggio UNRRA - Contesse - Minissale - San Filippo Inferiore - San Filippo Superiore
- Circoscrizione III "Tre Santi" (comprende le frazioni del centro urbano e le frazioni vicine):

Rione Taormina - Gazzi - Mangialupi - Rione Aldisio - Rione Ferrovieri - Cannamele - Cumia Superiore - Cumia Inferiore - Valle degli Angeli - Villaggio Santo- Bordonaro - Calorendi - Palmara - Carrubbara - Monte Santo - Camaro Inferiore- Camaro - Bisconte - Catarratti
- Circoscrizione IV "Centro Storico" (comprende le frazioni del centro urbano e le frazioni vicine):

Gonzaga - Montepiselli - Gravitelli - Torre Vittoria - San Raineri - Galletta
- Circoscrizione V "Antonello da Messina" (comprende le frazioni della zona Nord):

Villaggio Svizzero - Giostra - Basile - Ritiro - Scala Ritiro - San Licandro - Regina Elena - San Michele - Santissima Annunziata - Paradiso - San Jachiddu - Tre Monti
- Circoscrizione VI "Peloro" (comprende le frazioni della periferia Nord):

Paradiso - Contemplazione - Pace - Sant'Agata - Ganzirri - Torre Faro - Capo Peloro - Mortelle - Timpazzi - Casa Bianca - Sperone - Faro Superiore - Curcuraci - Massa San Giovanni - Massa Santa Lucia - Massa San Nicola - Massa San Giorgio - Acqualadroni - Spartà - Piano Torre - Castanea delle Furie - Salice - San Saba - Rodia - Orto Liuzzo - Gesso
Gli originari 14 quartieri o circoscrizioni sono stati soppressi dal Commissario Prefetto Bruno Sbordone nel 2005, accorpandone i territori per formare le nuove 6 municipalità.
Fino alle elezioni amministrative del 27 e 28 novembre 2005 il territorio comunale di Messina era suddiviso nelle seguenti 14 circoscrizioni municipali:
I: Pilieri (zona Sud) - II: Santo Stefano (zona Sud) - III: Normanno (zona Sud) - IV: Della Calispera (zona Sud) - V: Gazzi (centro urbano - zona Sud) - VI: Mata e Grifone (centro urbano) - VII: Castel Gonzaga (centro urbano) - VIII: Dina e Clarenza (centro urbano) - IX: San Leone (centro urbano) - X: San Salvatore Dei Greci (centro urbano - zona Nord) - XI: Peloro (zona Nord) - XII: Montemare (zona Nord) - XIII: Dei Basiliani (zona Nord) - XIV: San Pantaleone (zona sud)